# Alexandre Kazantsev (Ostafev)
Pour les articles homonymes, voir Kazantsev.
Alexandre Kazantsev (surnommé « Ostafev »), né en 1658, mort après 1717, est un peintre d'icônes, originaire de Mourom, qui, malgré l'héritage traditionnel de la copie fidèle en fac-similé chère à son époque en matière d'icône, se distingua par sa personnalité et son originalité. Il déploya ses talents au monastère de l'Annonciation, dans la ville de Mourom.

## Biographie
Le livre du recensement de la population de Mourom en 1678 renseigne qu'« Alexandre, âgé de 20 ans, Fedka âgé de 16 ans, les enfants du peintre d'icônes, Alexandre Ivanovitch Kazantsev », vivaient sous le même toit au monastère de l'Annonciation , ce qui permet de fixer la date de naissance du peintre Kazantsev à 1658.
La dynastie des peintres d'icônes de Mourom a compté trois générations de maîtres qui ont dirigé les ateliers du monastère de l'Annonciation. Il n'est pas certain que ce furent : Ivan Savvine, Vladimir Panfilov, ou tous des membres de la famille de Kazantsev.
Pour s'opposer à l'arbitraire impie dénoncé par certains diacres qui soumettent les peintres d'icônes à une surveillance des autorités ecclésiastiques, l'Église, dès la fin du XVIe siècle, encourageait la composition de manuels techniques et iconographiques illustrés de calques où les peintres n'avaient qu'à puiser pour être certains de ne pas errer. L'inventivité et la fantaisie confinaient au sacrilège. Ainsi la représentation de Dieu le Père fut encore interdite en 1667, par le Concile de Moscou. L'introduction de la peinture occidentale à Moscou par des peintres étrangers était considérée comme dangereuse par l'Église orthodoxe. La personnalité de Kazantsev et son originalité brillent donc avec celle de son maître Simon Ouchakov au milieu des copistes de son siècle qui provoqueront la décadence de la peinture d'icônes à son époque.

## Œuvres
- 1679 : « Christ Pantocrator » — actuellement l'icône dont la date est la plus ancienne et qui est de la main de Kazantsev. Elle se trouve au Monastère Piokhtitski en Estonie[3]
- 1683 : « Le Sauveur » (emplacement inconnu actuellement). Peinte pour l'église Saint Nicolas Zariadski à Mourom[4]
- 1690 : « Tsar des Tsars » (Musée de Mourom). Peinte pour la cathédrale de la Nativité à Mourom.
- 1691 : « La Mère de Dieu „ Mont Neroukostchnaia“ et Liturgie» (retable) (Musée Russe). Icône de la collection de Nicolas Petrovitch Likhatchiov (1862-1936).
- 1714 : « Vie des saints princes de Mourom : Konstantin, Michaël et Féodor » (Musée de Mourom). Peint pour l'église de l'Annonciation du monastère de Mourom.
- 1715 : « Sibylles ». Peint pour l'église l'église Saint-Nicolas-Naberejnaïa à Mourom
- 1730(?) : « Notre-Dame de Mourom » (emplacement inconnu). Peint pour l'église de la Résurrection du Christ de Mourom.

|                          |                       |                                          |
| « Tsar des Tsars ». 1690 | « Jugement dernier ». | « Notre-Dame, étoile de Notre Seigneur » |

Outre la peinture d'icônes, il existe une série d'autres œuvres attribuées à Alexandre Kazantsev, dont le tableau avec les douze sibylles peint pour décorer l'église Saint-Nicolas-Naberejnaïa à Mourom.
L'icône monumentale du « Jugement dernier » et le couple d'icônes — « l'Ange au parchemin » et « l'Ange à l'épée » destinées au monastère de l'Annonciation (aujourd'hui au musée de Mourom) lui sont attribuées et sont datées de la fin du XVIIe siècle. L'icône « Notre-Dame, étoile de Notre Seigneur » qui fait partie de l'iconostase de la Cathédrale de la naissance de la Mère de Dieu à Mourom (actuellement au Musée de Mourom) est attribuée au peintre Kazantsev également. De même l'icône du XVIIe siècle « les fruits de la Passion du Christ » de l'église Kozmodemianska (aujourd'hui conservée au Musée de Mourom).

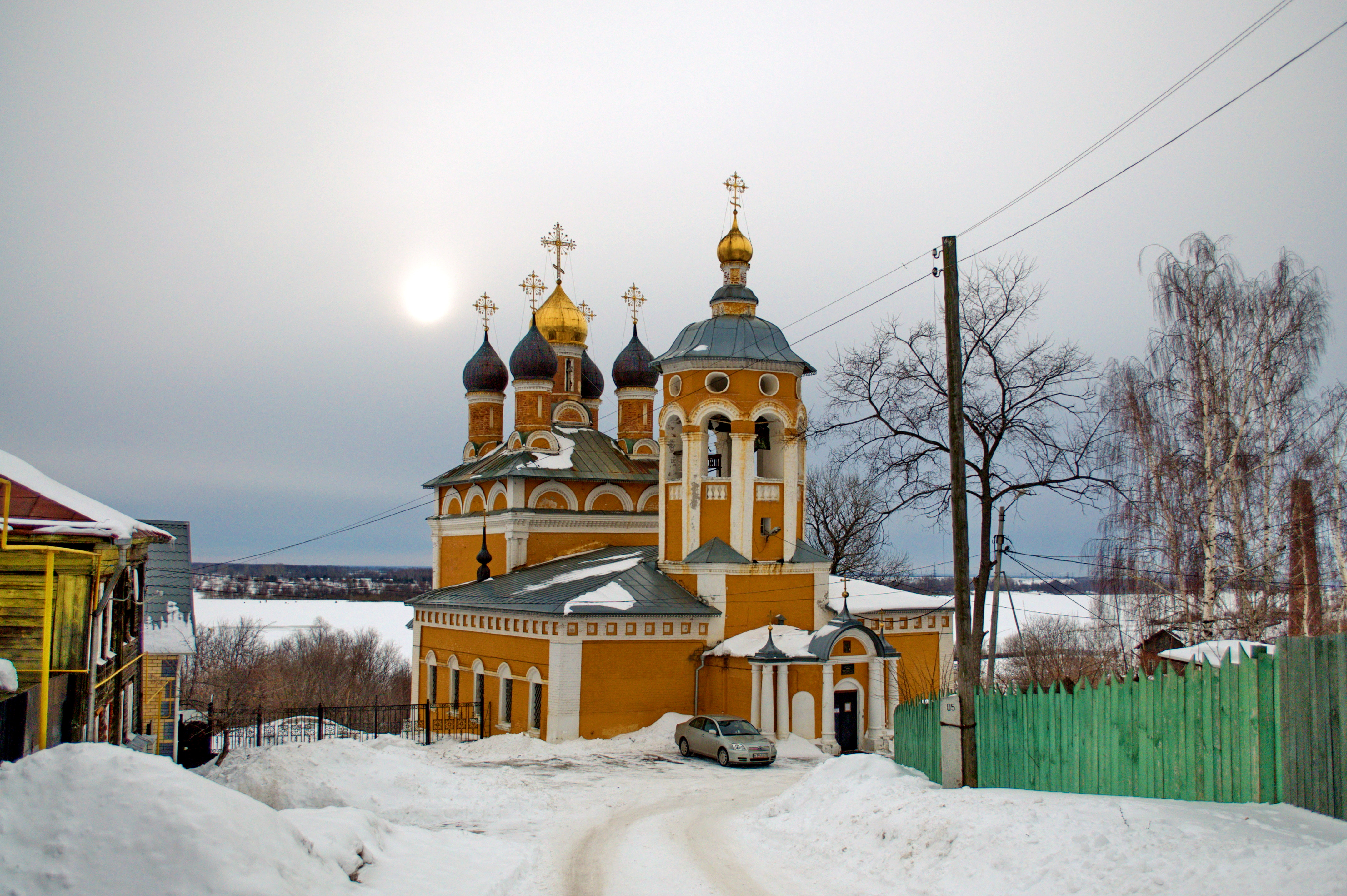
Église Saint-Nicolas-Naberejnaïa à Mourom sur les bords de l'Oka.
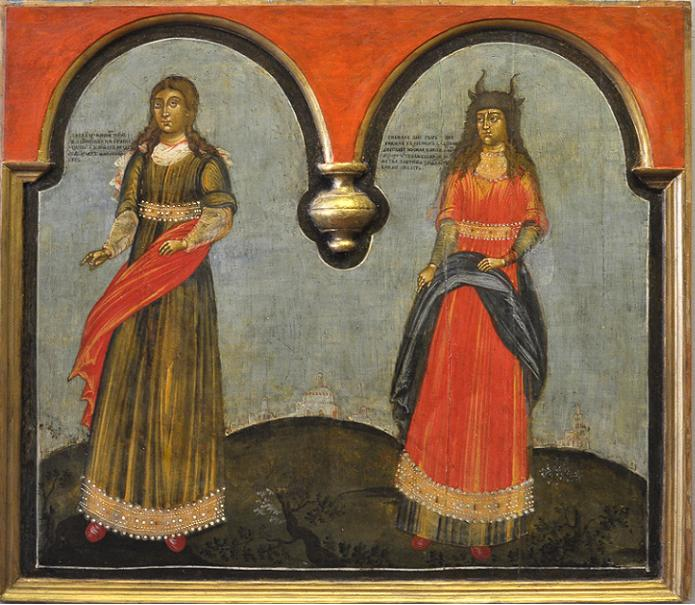
Les sibylles Persica et Tiburtina- par Kazantsev (1715).

## Famille
- Fédor Ibvanovitch Kazantsеv(frère) (1662 — ?), vécu sans famille au monastère de l'Annonciation à Mourom.
- Piotr Alexandrovitch Kazantsev (fils), — vécu sans famille au monastère de l'Annonciation à Mourom.
- Féodor Kazantsev (petit-fils ?), — servant au monastère de l'Annonciation. Mentionné en 1770.

## Liens
- (ru)http://bestobshenie.su/artists/k/kazancev_alexandr_ivanov/index.shtml?adm=ec08f14b7d9863e41e84dc4b152b16b4 Казанцев Александр Иванов] // Словарь русских иконописцев XI—XVII веков
- (ru) Казанцев Александр Иванов (уп. 1679–1717, Муром)